# Leichtathletik-Weltmeisterschaften 2019/Teilnehmer (Norwegen)
| Gelbes Symbol für Goldmedaillen mit stilisierten Olympischen Ringen | Graues Symbol für Silbermedaillen mit stilisierten Olympischen Ringen | Braundes Symbol für Bronzemedaillen mit stilisierten Olympischen Ringen |
| ------------------------------------------------------------------- | --------------------------------------------------------------------- | ----------------------------------------------------------------------- |
| 1                                                                   | —                                                                     | —                                                                       |

Der Leichtathletikverband von Norwegen will an den Leichtathletik-Weltmeisterschaften 2019 in Doha teilnehmen. 17 Athletinnen und Athleten wurden vom norwegischen Verband nominiert.

## Ergebnisse

### Frauen

#### Laufdisziplinen
| Athletin                  | Disziplin        | Vorlauf     | Vorlauf | Halbfinale  | Halbfinale | Finale      | Finale |
| Athletin                  | Disziplin        | Zeit        | Platz   | Zeit        | Platz      | Zeit        | Platz  |
| ------------------------- | ---------------- | ----------- | ------- | ----------- | ---------- | ----------- | ------ |
| Hedda Hynne               | 800 m            | 2:02,49 min | 16      | 2:01,03 min | 12         | DNQ         | DNQ    |
| Karoline Bjerkeli Grøvdal | 5000 m           | DNF         | DNF     |             |            | –           | –      |
| Karoline Bjerkeli Grøvdal | 3000 m Hindernis | 9:28,84 min | 11      |             |            | 9:29,41 min | 13     |
| Amalie Iuel               | 400 m Hürden     | 54,72 s NR  | 02      | 55,03 s     | 10         | DNQ         | DNQ    |

#### Sprung/Wurf
| Athletin                | Disziplin      | Qualifikation | Qualifikation | Finale     | Finale |
| Athletin                | Disziplin      | Weite/Höhe    | Platz         | Weite/Höhe | Platz  |
| ----------------------- | -------------- | ------------- | ------------- | ---------- | ------ |
| Lene Retzius            | Stabhochsprung | 04,35 m       | 25            | DNQ        | DNQ    |
| Beatrice Nedberge Llano | Hammerwurf     | 65,55 m       | 28            | DNQ        | DNQ    |

### Männer

#### Laufdisziplinen
| Athlet                   | Disziplin        | Vorlauf        | Vorlauf | Halbfinale  | Halbfinale | Finale       | Finale |
| Athlet                   | Disziplin        | Zeit           | Platz   | Zeit        | Platz      | Zeit         | Platz  |
| ------------------------ | ---------------- | -------------- | ------- | ----------- | ---------- | ------------ | ------ |
| Filip Ingebrigtsen       | 1500 m           | 3:27,26 min    | 13      | 3:37,00 min | 14         | DNQ          | DNQ    |
| Filip Ingebrigtsen       | 5000 m           | 13:20,52 min   | 03      |             |            | DNF          | DNF    |
| Jakob Ingebrigtsen       | 1500 m           | 3:37,67 min    | 16      | 3:36,58 min | 04         | 3:31,70 min  | 04     |
| Jakob Ingebrigtsen       | 5000 m           | 13:25,20 min   | 12      |             |            | 13:02,93 min | 05     |
| Henrik Ingebrigtsen      | 5000 m           | 13:21,22 min   | 07      |             |            | 13:36,25 min | 13     |
| Sondre Nordstad Moen     | 10.000 m         |                |         |             |            | 28:02,18 min | 12     |
| Weldu Negash Gebretsadik | Marathon         |                |         |             |            | 2:16:35 h    | 24     |
| Karsten Warholm          | 400 m Hürden     | 49,27 s        | 03      | 48,28 s     | 01         | 47,42 s      | Gold   |
| Tom Erling Kårbø         | 3000 m Hindernis | 8:27,01 min PB | 25      |             |            | DNQ          | DNQ    |
| Håvard Haukenes          | 50 km Gehen      |                |         |             |            | DSQ          | DSQ    |

#### Sprung/Wurf
| Athlet            | Disziplin      | Qualifikation | Qualifikation | Finale     | Finale |
| Athlet            | Disziplin      | Weite/Höhe    | Platz         | Weite/Höhe | Platz  |
| ----------------- | -------------- | ------------- | ------------- | ---------- | ------ |
| Sondre Guttormsen | Stabhochsprung | 05,30 m       | 29            | DNQ        | DNQ    |
| Ola Stunes Isene  | Diskuswurf     | 64,54 m       | 06            | 63,67 m    | 10     |
| Eivind Henriksen  | Hammerwurf     | 76,46 m       | 08            | 77,38 m    | 06     |

#### Zehnkampf
| Athlet     | Disziplin | 100 m   | Weitsprung | Kugelstoßen | Hochsprung | 400 m | 110 m Hürden | Diskuswurf | Stabhochsprung | Speerwurf | 1500 m      | Punkte | Platz |
| ---------- | --------- | ------- | ---------- | ----------- | ---------- | ----- | ------------ | ---------- | -------------- | --------- | ----------- | ------ | ----- |
| Martin Roe | Ergebnis  | 10,94 s | 7,28 m     | 15,08 m     | 1,87 m     | DSQ   | 15,86 s      | 47,18 m    | 4,60 m         | 60,61 m   | 5:08,91 min | 6845   | 18    |
| Martin Roe | Punkte    | 874     | 881        | 795         | 687        | 0     | 749          | 812        | 790            | 747       | 510         | 6845   | 18    |